# Låtefossen

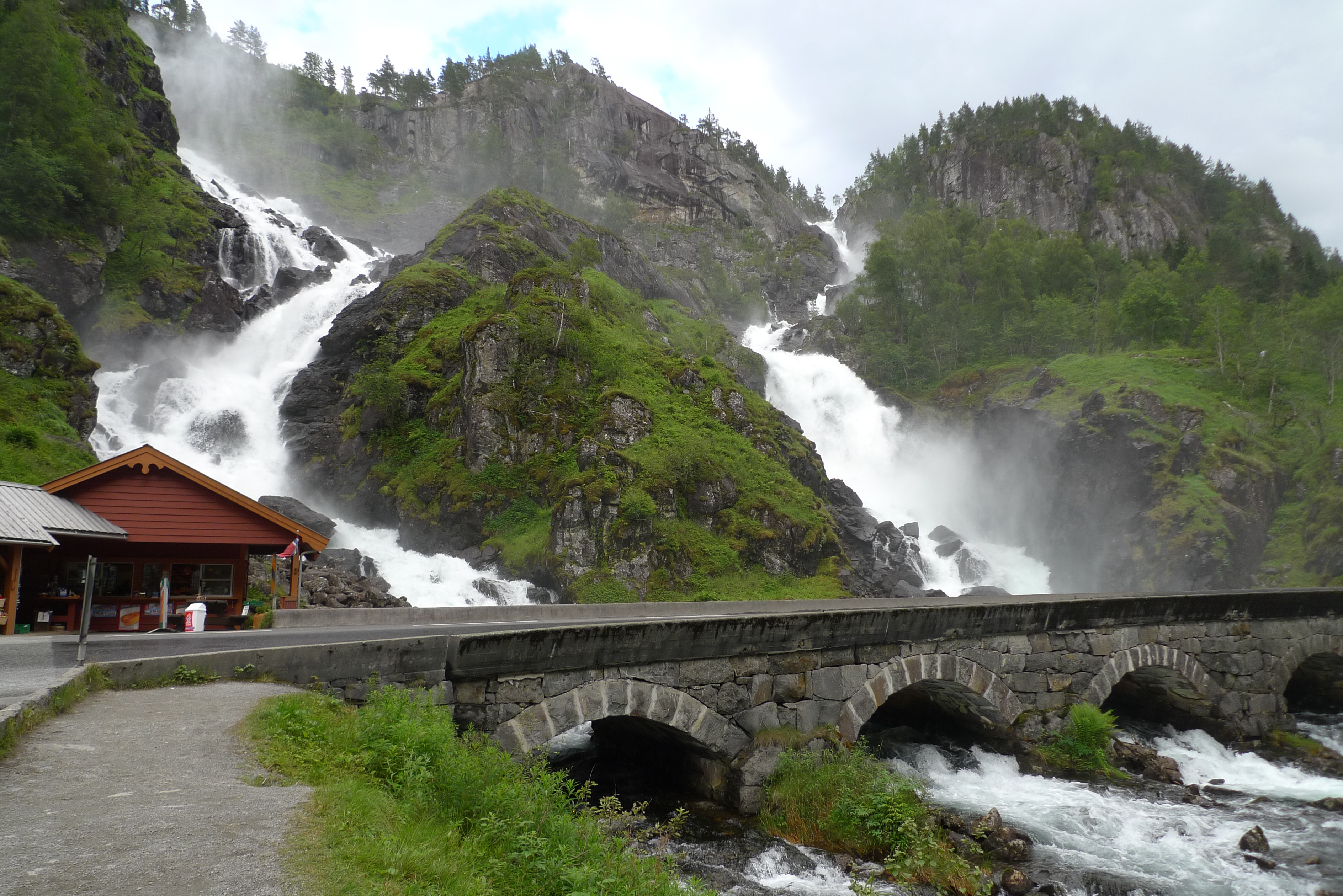
Låtefossen im Juli 2011

Låtefossen ist ein touristisch bedeutsamer Zwillingswasserfall mit einer Gesamtfallhöhe von 165 m. Er liegt im norwegischen (Fylke) Vestland, etwa 20 Kilometer südlich von Odda direkt an der Fernverkehrsstraße 13 gegenüber den Hängen des Gletschers Folgefonna. Er bildet einen westlichen Abfluss der Hardangervidda.